# 釙化鈉
釙化鈉是一種無機化合物，由2種金屬化合而成:釙和鈉，化學式為:Na2Po。釙化鈉的晶體結構為反螢石型結構，和其他氧族元素化鹼金屬類似(氧化鈉、硫化鈉、硒化鈉、碲化鈉)。

## 制备
要制備釙化鈉，可以使釙化氫水溶液（氫釙酸）和鈉發生酸鹼中和而產生。
H2Po + 2 Na → Na2Po + H2
这个反应的阻碍是钋化氢的不稳定性。
钋和钠在300–400 °C下直接反应，也可以得到钋化钠。